# 비색
"비색"은 한국에서 제작된 최하원 감독의 1979년 영화이다. 박근형 등이 주연으로 출연하였고 황의석 등이 제작에 참여하였다.

## 출연

### 주연
- 박근형
- 선우용여
- 이향
- 김미영
- 김영철

## 기타
- 조명: 정경희
- 녹음: 이재웅
- 미술: 이봉선